# معاهدة نانجينغ
معاهدة نانجينغ هي اتفاقية وُقِّعت في 29 أغسطس عام 1842 بين مملكة تشينغ الصينية والمملكة المتحدة لتمثّل نهاية حرب الأفيون الأولى (1839-1842)، وقد كانت المعاهدة الأولى في سلسلة معاهدات غير متكافئة استهدفت الصين، حيث لم تقدم المملكة المتحدة أيَّ تنازلاتٍ في المعاهدة.
بعد هزيمة الصين العسكرية في حرب الأفيون الأولى تعرَّضت مدينة نانجينغ لخطر هجوم السفن البريطانية، فاجتمع ممثّلون من الإمبراطورية البريطانية مع ممثلي مملكة تشينغ للتفاوض على متن سفينة كورنوالس الراسية في ميناء نانجينغ. وقد وُقِّعت المعاهدة في 29 أغسطس عام 1842، على يد السير هنري بوتينجر ممثل بريطانيا وكيِينْغ ويِلِيبُو ونيُوجيَان ممثلي الصين. تألفت المعاهدة من 13 بنداً، إضافةٍ إلى مصادقة من الملكة فكتوريا والإمبراطور داوغوانغ تمَّ إقرارها بعد تسعة شهورٍ تقريباً لتدخل المعاهدة طور التطبيق.

## الشروط

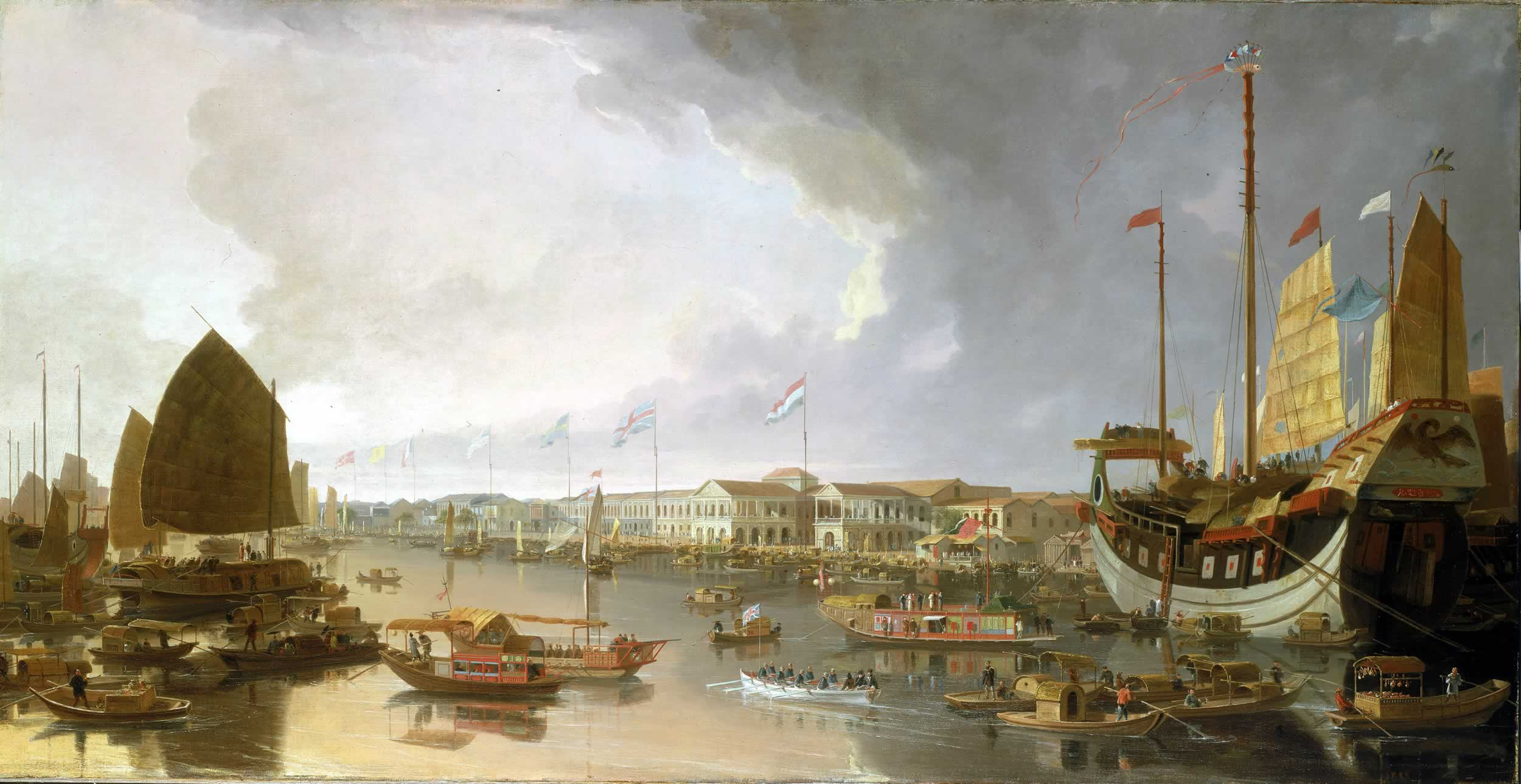
كان نظام كانتون الذي سنَّته الصين في عام 1760 يحظر المتاجرة مع الأجانب في أي مكانٍ بالصين عدا منطقة المصانع الثلاثة عشر بمدينة كانتون (الظاهرة في الصورة)، فكان أحد أهم أهداف المعاهدة إبطال هذا النظام للسماح للبريطانيين ببيع بضائعهم.

كان الغرض الرئيسي من معاهدة نانجينغ تغيير قانون التجارة الأجنبية الذي سُنَّ في الصين منذ عام 1760، والمعروف باسم نظام كانتون، فقد أبطلت المعاهدة وفقاً لبندها الخامس احتكار منطقة المصانع الثلاثة عشر للتجارة الأجنبية الصينية (وهي منطقة من مدينة كانتون كانت المكان الوحيد بالإمبراطورية الصينية الذي يسمح فيه بالمتاجرة مع الأجانب)، وعوضاً عن السماح بالمتاجرة هناك فقط، فتحت المعاهدة خمساً من موانئ الصين الكبرى للتجارة الأجنبية دون قيود، وهي قوانغشو وأموي وفوزهو وننغبو وشانغهاي. حيث أصبح بإمكان التجار البريطانيين بيع بضائعهم في هذه الموانئ كما يشاؤون.